# La moglie del mercante di petrolio
La moglie del mercante di petrolio (Жена керосинщика) è un film del 1988 diretto da Aleksandr Kajdanovskij.

## Trama
Il film racconta di due fratelli medici, uno dei quali ha operato un ragazzo, e l'altro lo ha assistito. Era necessaria una trasfusione di sangue e il chirurgo ha versato il sangue del ragazzo del gruppo sbagliato, a seguito del quale il ragazzo è morto e la vita dei fratelli è cambiata. Il primo è diventato un venditore di cherosene, il secondo - il presidente del consiglio comunale.